# Salle verte
 (novembre 2011).
Si vous disposez d'ouvrages ou d'articles de référence ou si vous connaissez des sites web de qualité traitant du thème abordé ici, merci de compléter l'article en donnant les références utiles à sa vérifiabilité et en les liant à la section « Notes et références ».

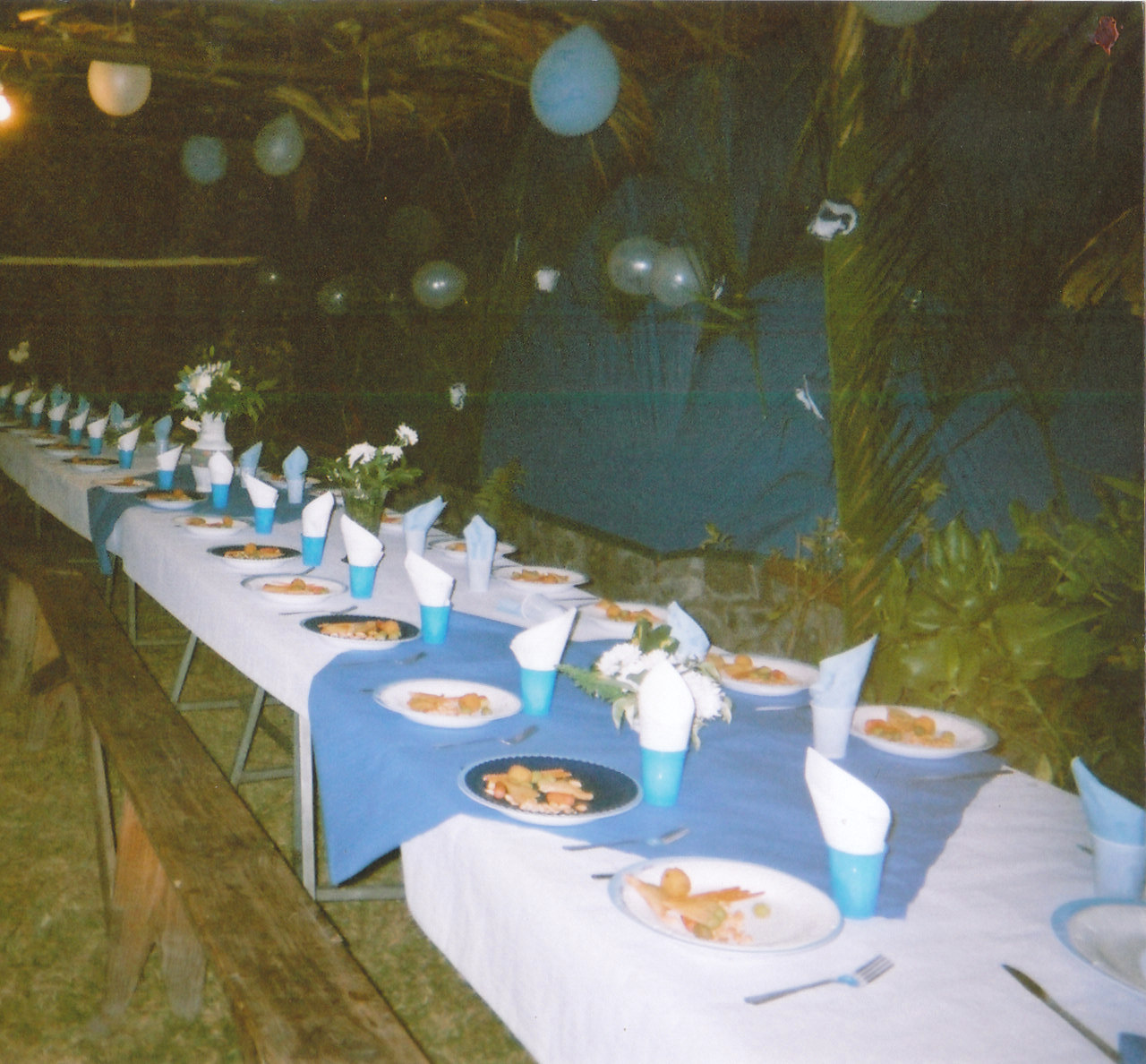
Salle verte d'un baptême

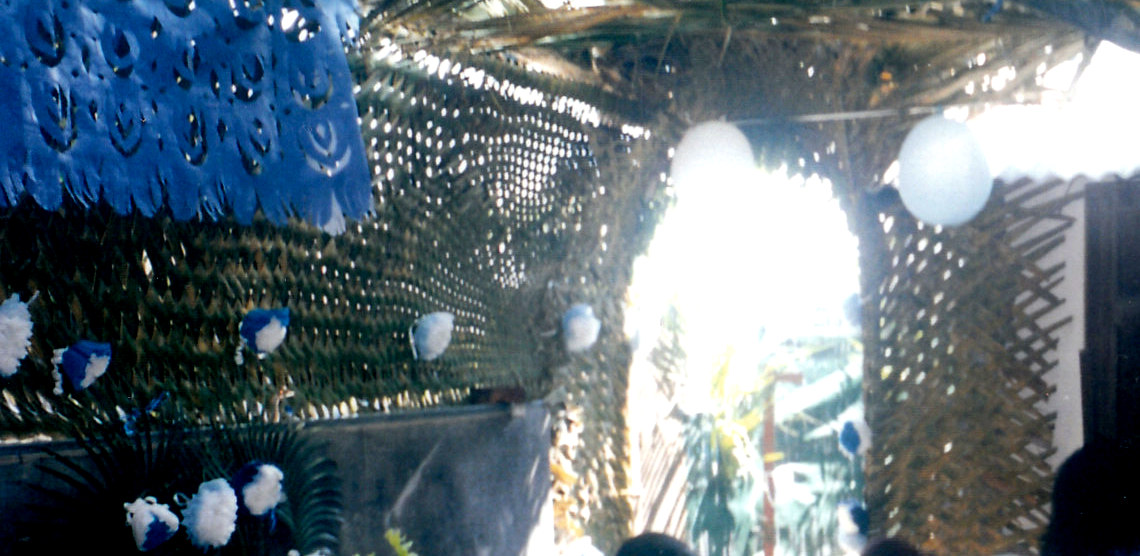
Entrée en arche de feuilles de cocotiers tressés

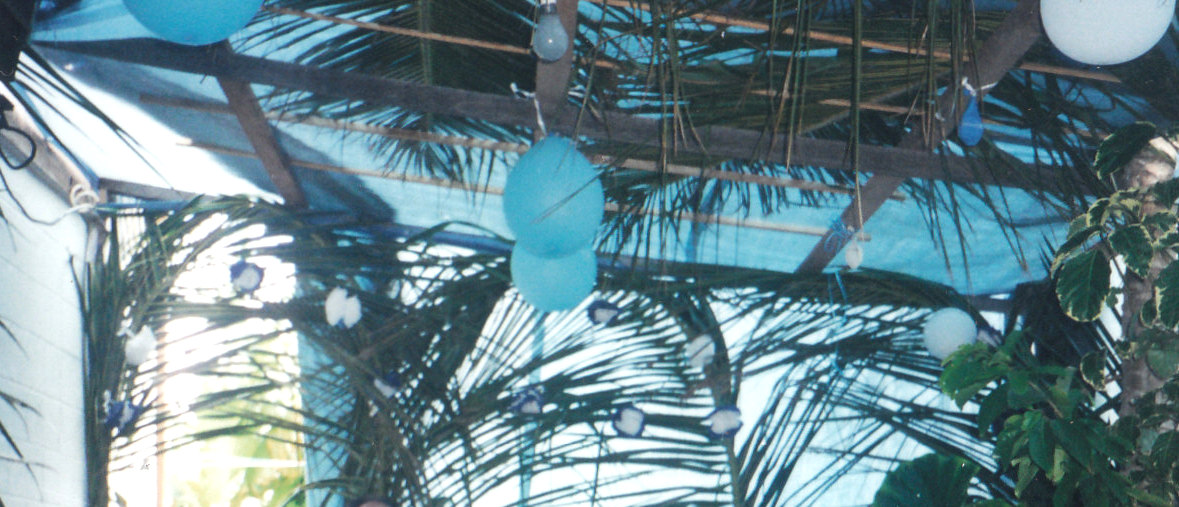
Toit de la salle verte

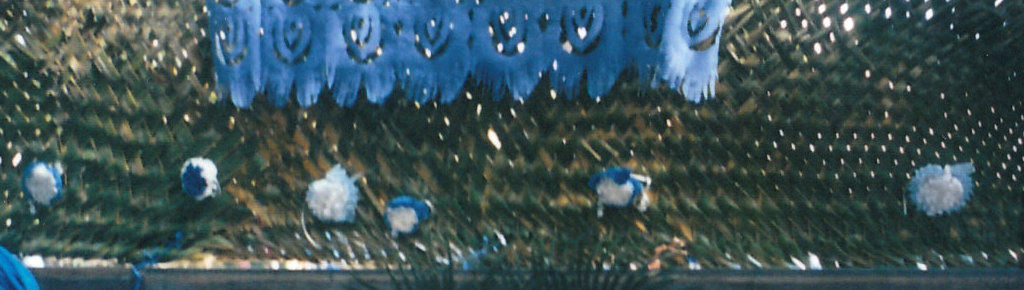
Tressage de feuilles de cocotiers

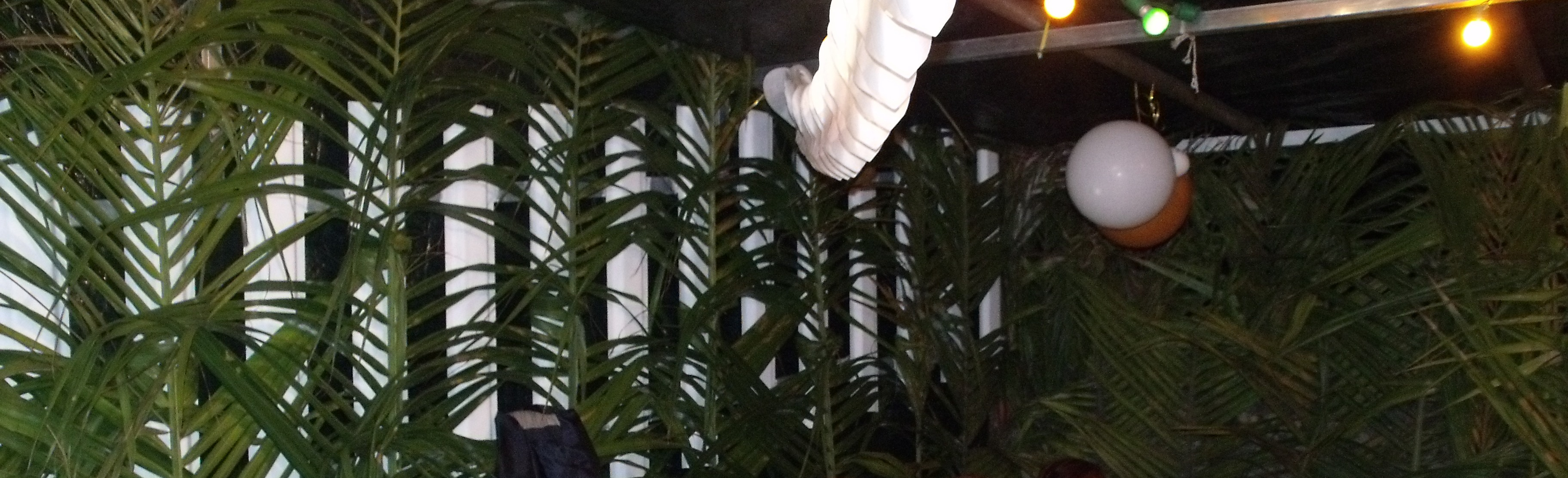
Intérieur de la salle verte

À La Réunion, la sal'vert' est l'appellation d'une salle faite d'une structure de bois tels que choka, bambou ou de « bois d'encens » recouverte de feuilles de cocotiers ou de palmes que l'on construit dans une cour en plein air à l'occasion d'un festin (baptême, communion, mariage). Pour faire face à d'éventuelles averses, les Réunionnais recouvrent les salles vertes d'une bâche épaisse puis l'habillent de feuilles afin d'en donner un aspect esthétique verdoyant.

## Les origines de la sal'vèrt' ou salle verte
Les « sal'vèrt' » ou salles vertes ont des origines diverses. En Inde, on parle de pandèl, « espace clôt par un toit, pavillon provisoire érigé sur quatre piliers pour le besoin de certaines cérémonies religieuses ou de mariages.» Le pandèl se résume donc à une sorte de temple religieux miniature. Sa construction est éphémère et destinée à un usage festif à caractère sacré, cérémonial.
En France, il existe des traces écrites relatant l'existence de ces fondations qui désignent entre autres un espace ombragé, retiré au fond du jardin, destiné au repos, à la détente. La forme de ces salles vertes se dessinent par l'assemblage d'arbrisseaux serrés, de charmilles épaisses et ont la dimension d'un salon de compagnie. La construction est faite pour durer, voire pour être permanente.
À La Réunion, les premières traces de salles vertes remonteraient à 1827. En effet, Jean-Baptiste Renoyal de Lescouble propriétaire terrien de Sainte-Suzanne évoque dans son journal intime (Journal d'un colon de l'Ile Bourbon, 1826-1830) que le repas de noce du mariage avait lieu sous la salle verte : « Nous avons eu assez fréquemment de la pluie ces deux derniers mois et plus particulièrement la veille et le jour du mariage. Heureusement l'après-midi en fut exempt. Autrement le repas de noce eut été bien trempé, étant préparé sous une salle verte ». La salle verte sert donc de lieu festif pour tout sacrement religieux que sont le baptême, la communion, le mariage.  Sa construction est temporaire et n'est faite que pour durer pendant l'instant de la fête ainsi que pour le regaton (lendemain de la fête). Généralement, les Réunionnais laissent la salle verte en place pendant quinze jours puis la démolissent.

## La construction des sal'vèrt'
En Inde, la construction des salles vertes nécessite des règles rigoureuses et de la minutie. Il faut d'abord installer le premier poteau en l'enfonçant profondément dans le sol et en l'orientant vers le Nord-Est. Cette orientation est dédiée au dieu de la prospérité Shiva et porte le nom de muhùrtakkàl. Seuls les feuilles vertes (de cocotiers, de palmes), les jeunes bourgeons et les jeunes pousses synonymes de force et de vie sont  autorisés. Tout élément représente un symbole : les feuilles de bananiers, par exemple, symbolisent la fertilité. Les feuilles desséchées sont prohibées.
À La Réunion, le montage nécessite moins de rigueur. Il faut mettre en place les piliers qui serviront de supports pour tout le reste de la structure. On l'habille ensuite de feuilles de cocotiers et de bâche (au cas où il pleut). Aujourd'hui les feuilles de cocotiers ne sont plus gratuites. Autrefois on pouvait se les approprier dans les cours des piscines municipales ou sur les chemins. Désormais, il faut l'acheter à 1 euro l'unité et payer un transport public à 15 euros selon la distance de la livraison. La décoration de la salle verte est réalisée à l'aide du tressage des feuilles et de la disposition entrecroisée des feuilles de palmistes. On y accroche des fleurs en papiers et on garnit les tables prédisposées sur des tréteaux, de bouquets fraîchement réalisés ainsi que de nappes de papiers. On peut y suspendre des guirlandes et des ballons. 

## Place de la sal'vèrt aujourd'hui
Les salles vertes deviennent de plus en plus rares aujourd'hui à La Réunion. Cette disparition patrimoniale résulte de l'émergence des nouvelles tendances. En effet, les gens ne prennent plus le temps de mettre en œuvre ce savoir-faire culturel. Ils recourent à la facilité en faisant appel à des spécialistes événementiels qui se chargent de la réservation du restaurant ou de la salle festive ainsi que de la décoration et du repas. Certes cela a un prix bien plus élevé mais les gens n'ont plus ce souci de penser à ces moindres détails. Il faut dire également que l'on ne trouve plus autant de maisons avec une grande cour mais des immeubles. De plus, beaucoup de jeunes Réunionnais ne savent pas ce que c'est qu'une sal'vèrt'. 
Cependant la salle verte revient à la mode pour les mariages. 

## Dans la culture réunionnaise
Le séga Crazé salle verte (1972) est le premier tube de la chanteuse réunionnaise Michou, écrit par son père Narmine Ducap.
Mariage salle verte est aussi un séga du groupe Ousanousava (album Ti coin grand bois, 2013).